# Kurt Seggewiß

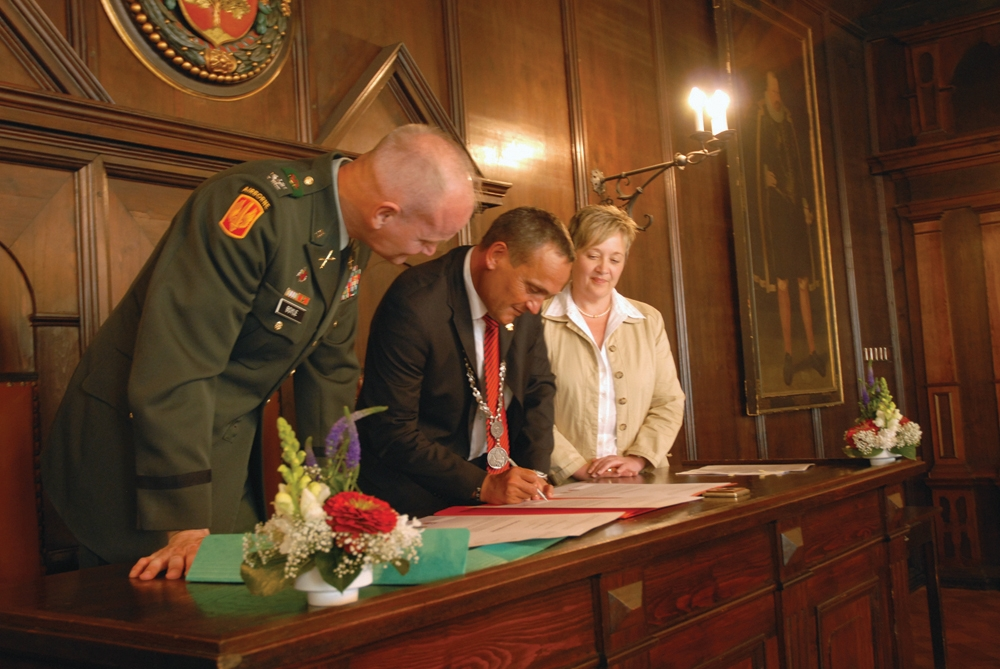
Kurt Seggewiss (Mitte) im Jahr 2008

Kurt Seggewiß (* 14. Oktober 1957 in Bocholt, Westfalen) ist ein deutscher Kommunalpolitiker (SPD).

## Werdegang
Seggewiß wuchs in Weiden i.d.OPf. auf. Er begann als Nachwuchskraft bei der damaligen Bundesanstalt für Arbeit (jetzt Bundesagentur für Arbeit) und studierte an der FH des Bundes (Fachbereich Arbeitsverwaltung). Er ist Diplom-Verwaltungswirt (FH) und war lange Jahre in leitender Position bei der Bundesagentur tätig, zuletzt in Schwandorf. Er wirkte bei der Entwicklung von Förderprogrammen der Länder mit und gestaltete Jugendförderprogramme wie „Fit for work“ in Bayern. In Schwandorf war er Bereichsleiter für den Einsatz arbeitsmarktpolitischer Instrumente.
Während der Zeit der Auseinandersetzungen um die Wiederaufarbeitungsanlage Wackersdorf trat Seggewiß in die SPD ein. Am 29. Juli 2007 setzte er sich in der Stichwahl um das Amt des Oberbürgermeisters von Weiden i.d.OPf. mit 58,37 Prozent der Stimmen gegen den CSU-Bewerber Lothar Höher durch. Bei der Kommunalwahl am 16. März 2014 wurde er mit 52,5 Prozent wiedergewählt. Am 29. März 2020 wurde Jens Meyer (SPD) zu seinem Nachfolger als Oberbürgermeister gewählt.